# Boynuyoğun, Altınözü
Boynuyoğun là một xã thuộc huyện Altınözü, tỉnh Hatay, Thổ Nhĩ Kỳ. Dân số thời điểm năm 2011 là 1.788 người.